# بنی یخلف (استان بشار)
بنی یخلف (استان بشار) (به عربی: بنی یخلف) یک شهرداری در الجزایر است که در ناحیه کرزاز واقع شده‌است. بنی یخلف ۲٬۶۱۵ کیلومتر مربع مساحت و ۲٬۴۵۹ نفر جمعیت دارد و ۴۰۰ متر بالاتر از سطح دریا واقع شده‌است.